# Brian Boitano
Brian Anthony Boitano (Mountain View, Califòrnia, 22 d'octubre de 1963) és un patinador artístic sobre gel italoamericà de Sunnyvale (California). Durant la seva carrera esportiva fou quatre cops campió del campionat nacional de patinatge artístic dels Estats Units (1985-1988), dos cops al Campionat Mundial (1986, 1988) i també fou medallista d'or als Jocs Olímpics de Calgary 1988, a la categoria de patinatge artístic masculí. Es va convertir en patinador professional la temporada 1988. El 1996 va ser inclòs al World Figure Skating Hall of Fame i United States Figure Skating Hall of Fame.

## Carrera
Boitano fou el primer nord-americà a aconseguir realitzar un Triple Axel, que consisteix en el fet que el patinador patina cap endavant, salta amb la cama esquerra, fa tres voltes i mitja, caient amb la cama dreta. El 1987 va introduir el seu salt especial, el Boitano triple Lutz, que consisteix en el fet que mentre s'està desenvolupant el segon salt triple més difícil, aixeca el seu braç esquerre sobre el seu cap.

## Fites

### Amateur
| Campionat/Temporades | 1983 | 1984 | 1985 | 1986 | 1987 | 1988 | 1994 |
| Campionats Nacionals | 2n   | 2n   | 1r   | 1r   | 1r   | 1r   | 2n   |
| Campionats Mundials  | 7é   | 6é   | 3r   | 1r   | 2n   | 1r   | -    |
| Olimpiades d'Hivern  | -    | 5é   | -    | -    | -    | 1r   | 6é   |

### Professional
Sis cops Campió Mundial Professional després de convertir-se en professional el 1988

### Mèrits
- El 1996, Boitano fou inclòs al Saló de la Fama Mundial de Patinadors Artístics sobre gel.
- El 1996, Boitano fou inclòs al Saló de la Fama Estatunidenc de Patinadors Artístics sobre gel.